# Lady of the Lake
Lady of the Lake es el tercer episodio de la segunda temporada de la serie de televisión estadounidense Érase una vez. El episodio se transmitió originalmente en los Estados Unidos el 14 de octubre de 2012, mientras que en América Latina el episodio debutó el 08 de noviembre de 2012.
En este episodio Mary Margaret, Emma, Mulán y Aurora se unen para buscar el armario mágico que transportó a Emma al mundo normal y de esa manera encontrar una manera de llegar a casa. Mientras en tanto en Storybrooke, Henry decide intervenir en los asuntos pendientes de su abuelo. En el pasado del bosque encantado, Blancanieves es envenenada por el Rey George.      

## Argumento

### En el pasado del Bosque Encantado
Blancanieves y El Príncipe Azul se encuentran planeado su próxima estrategia en contra del Rey George junto a varios de sus leales súbditos. Poco después Caperucita Roja aparece para informarles que ha escuchado rumores de que las tropas del Rey George cuentan con un nuevo y despiadado general apodado el Leviatán. De repente el campamento comienza a recibir el ataque de los caballeros del Rey George, los cuales están siendo dirigidos por el Leviatán en persona. Aunque Blancanieves y el Príncipe Azul se separan para evitar que los capturen, la primera eventualmente termina siendo atrapada por el Leviatán quien le revela su verdadera identidad: Sir Lancelot.                
El antiguo caballero de la mesa redonda lleva a la princesa a la presencia del Rey George, quien en vez de asesinarla o torturarla con tal de vengarse del Príncipe Azul, el malvado monarca se conforma con envenenar a Blancanieves con una pócima que la convierte en una mujer estéril y poco después la pone en libertad. Sintiendo algo de remordimiento, Sir Lancelot se acerca a Blancanieves para ayudarla a encontrar al príncipe azul, dado que el Rey George ha enviado a varios de sus caballeros a la cabaña en la que el héroe está refugiándose con su madre. Desafortunadamente para cuando los dos llegan al lugar, estos descubren que James ha derrotado a todos los caballeros pero no pudo evitar que su madre, Ruth, recibiera el disparo de una flecha venenosa.   
James rápidamente recuerda las propiedades curativas del lago Nostos y junto a Blancanieves y Sir Lancelot, inician un viaje para salvarle la vida a Ruth. Durante el camino al lago, Ruth se entera de que Blancanieves quedó estéril por culpa del Rey George y se siente culpable por hablarle del deseo de su hijo por formar una familia, además de mostrarle un medallón que de acuerdo a sus movimientos indica el sexo del bebe que la mujer obtendrá en el futuro. 
Al llegar al lago, los cuatro descubren que el cuerpo de agua se ha extinguido. Sin embargo Lancelot consigue encontrar un poco en una concha de agua. Aunque Ruth le ofrece el trago a Blancanieves, la princesa se rehúsa a permitir que alguien muera por su culpa. Para la sorpresa de todos, el agua no surte efecto en Ruth, provocando que la mujer se lamente por no poder vivir para ver la boda de su hijo. En respuesta a esto, Blancanieves y James terminan organizando una boda improvisada con ayuda de Lancelot, para finalmente despedir a Ruth quien muere en paz.
Más tarde Blancanieves decide confesarle a James sobre el maleficio que el Rey George le puso, pero esta termina descubriendo que ya no es estéril gracias al medallón de su fallecida suegra. La princesa se da cuenta de que Ruth fingió beber el agua para darle la oportunidad de ser madre y cuando Lancelot le pregunta cual será el género de su bebé, Blancanieves contesta que una niña.

### En Storybrooke
David trata de encontrar una manera de arreglar los problemas de la ciudad actuando como el sheriff del pueblo en la ausencia de su hija y su esposa. Henry por su parte se compromete a resolver los cabos sueltos que su abuelo no pudo y procede a visitar a Jefferson y de esa manera alentarlo a reunirse con su hija. Poco después el niño se escabulle en la bodega de su madre para buscar cualquier objeto que lo pueda reunir con su madre y abuela, pero en el progreso termina siendo detenido por David, quien se muestra desilusionado de que lo haya desobedecido.      
Poco después, Jefferson escuchando el consejo de Henry, se reúne con su hija Paige/Grace. David se acerca a su nieto para comentarle que lo va entrenar en lo que esperan el regreso de su familia, sin notar que los dos están siendo espiados por Albert Spencer.

### En el Bosque Encantado
Mary Margaret/Blancanieves y Emma son puestas en libertad de su prisión por el líder del campamento de sobrevivientes y por lo tanto son alejadas de Cora, quien al parecer ha perdido por completo sus poderes mágicos. El líder del campamento resulta ser Lancelot quien se muestra feliz de reunirse con su vieja amiga. Lancelot pone al corriente a Mary Margaret, explicando que las partes del bosque encantado que fueron afectadas, ahora están siendo pobladas por los ogros.  
Mary Margaret recuerda el armario mágico por el que envió a Emma al mundo real y se le ocurre que el objeto debe seguir en su palacio. Lancelot decide enviar a Mulán para que las proteja y las ayude a atravesar el bosque, mientras el permanece en el campamento para vigilar al resto de los sobrevivientes. Sin embargo Aurora, creyendo que las dos extranjeras son de alguna manera responsables del estado del príncipe Phillip, las sigue en la expedición y trata de atacar a Mary Margaret, lo que atrae a un ogro hacia ellas que estuvo a punto de matar a Emma, pero gracias a Mary Margaret y su experiencia con el tiro con arco, la criatura es eliminada rápidamente.  
Al llegar al palacio, Mary Margaret se pone emocional de solo pensar en las cosas que pudieron vivir juntas. Sin embargo en ese momento aparece Lancelot quien de repente pone un interés en el armario y eventualmente se revela como una Cora disfrazada. Cora confiesa haberse hecho pasar por el caballero que asesino hace algún tiempo atrás y trata de usar el armario para llegar al mundo real en un intento por reunirse con su hija y conocer a su nieto adoptivo. Pero gracias a la intervención de Mulán y Emma, el armario termina siendo destruido, lo que provoca la huida de Cora. Tras haber sacrificado probablemente la única oportunidad que les quedaba de regresar a casa por su hijo, Emma finalmente comprende que sus padres lo dieron todo por ella y procede a disculparse con su madre.  
Una vez que todas se retiran de la habitación, Cora vuelve para recoger las cenizas del armario y guardarlas en un frasco.

## Reparto

### Protagonistas
- Ginnifer Goodwin como Blancanieves / Mary Margaret Blanchard
- Jennifer Morrison como Emma Swan / La Salvadora
- Lana Parrilla como Regina (joven) / Regina Mills
- Josh Dallas como el Príncipe Encantador / David Nolan
- Emilie de Ravin (solo crédito)
- Barbara Hershey como Cora Mills
- Jared S. Gilmore como Henry Mills
- Sarah Bolger como Aurora
- Jamie Chung como Mulán
- Meghan Ory como Caperucita Roja
- Robert Carlyle (solo crédito)

### Recurrentes
- Alan Dale como Rey George / Albert Spencer
- Sebastian Stan como Jefferson
- Gabrielle Rose como Ruth
- Sinqua Walls como Lancelot

### Coestrellas
- Alissa Skovbye como Paige
- Lee Tichon como Guardia

## Producción
"Lady of the Lake" fue coescrito por los productores Andrew Chambliss e Ian Goldberg, mientras la dirección estuvo a cargo del director que participó en 24: Milan Cheylov.

## Recepción

### Índices de audiencia
Para su repetición, la audiencia aumento, considerablemente de 3.0/8 entre 18-49 con 9.45 millones de espectadores, un 11% menos que el episodio anterior. Esto se debió a que el episodio se encontraba compitiendo contra el Sunday Night Football de la NBC y la NLCS championship game de FOX los cuales se encontraban emitiéndose al mismo tiempo, aun cuando el episodio se superó al de Fox durante su primera hora.

### Críticas
A Hilary Busis de Entertainment Weekly le gusto el episodio, en especial a Sinqua Walls en el papel de Lancelot ("...¡puedes entrar a mi castillo cuando quieras, Lancelot!"), pero pensó que la trama presentada en Storybrooke fue un poco débil: "Aunque no hay nada malo con esta parte del episodio, no hizo mucho para proponer una trama maestra de Once".
A.V. Club le dio al episodio una B, pero con observaciones positivas, nada más que "Cosas moviéndose a un mejor que en la temporada pasada, y al show por fin se le está haciendo claro el balance entre la fantasía de los cuentos de hadas y las emociones humanas. El show si corre el riesgo de volverse confuso con tantas tramas narrándose a la vez, además, algunos de sus momentos más dramáticos pierden su impacto porque no están bien construidos".
Amy Ratcliffe de IGN le dio al episodio un 7.1 a pesar de que pensó: "Este Once Upon a Time trajo lágrimas y risas, pero trató de meter muchas cosas en un episodio".